# Mărgău
Mărgău é uma comuna romena localizada no distrito de Cluj, na região histórica da Transilvânia. A comuna possui uma área de 211.68 km² e sua população era de 1686 habitantes segundo o censo de 2007.